# Moulin-sous-Touvent
Moulin-sous-Touvent est une commune française située dans le département de l'Oise en région Hauts-de-France.

## Géographie

### Localisation
La commune rurale de Moulin-sous-Touvent est située dans la partie moyenne de la Montagne de Reims, au nord-est du département de l'Oise, à la limite de celui de l'Aisne. Elle est traversée du nord au sud par un vallon ramifié, où se trouve le village, qui descend vers Bitry et l'Aisne.
Elle se trouve à 15 km à l'est de Compiègne, 14 km au sud-est de Noyon et à 22 km à l'ouest de Soissons.

### Communes limitrophes
| Tracy-le-Val  | Carlepont                    | Nampcel            |
| Tracy-le-Mont | Moulin-sous-Touvent          | Audignicourt Aisne |
| Attichy       | Saint-Pierre-lès-Bitry Bitry | Autrêches          |

### Hameaux et écarts
A la fin du XIXe siècle et avant les destructions de la Première Guerre mondiale,  la commune comptait les hameaux et écarts suivants : Puisaleine (hameau). Quennevières (ferme), Puiseux (ferme), Touvent (ferme), Le Moulin (usine et petite ferme).

### Hydrographie

#### Réseau hydrographique
La commune est située dans le bassin Seine-Normandie. Elle est drainée par le ru de Bitry, le ru du Daniel et un autre petit cours d'eau,.

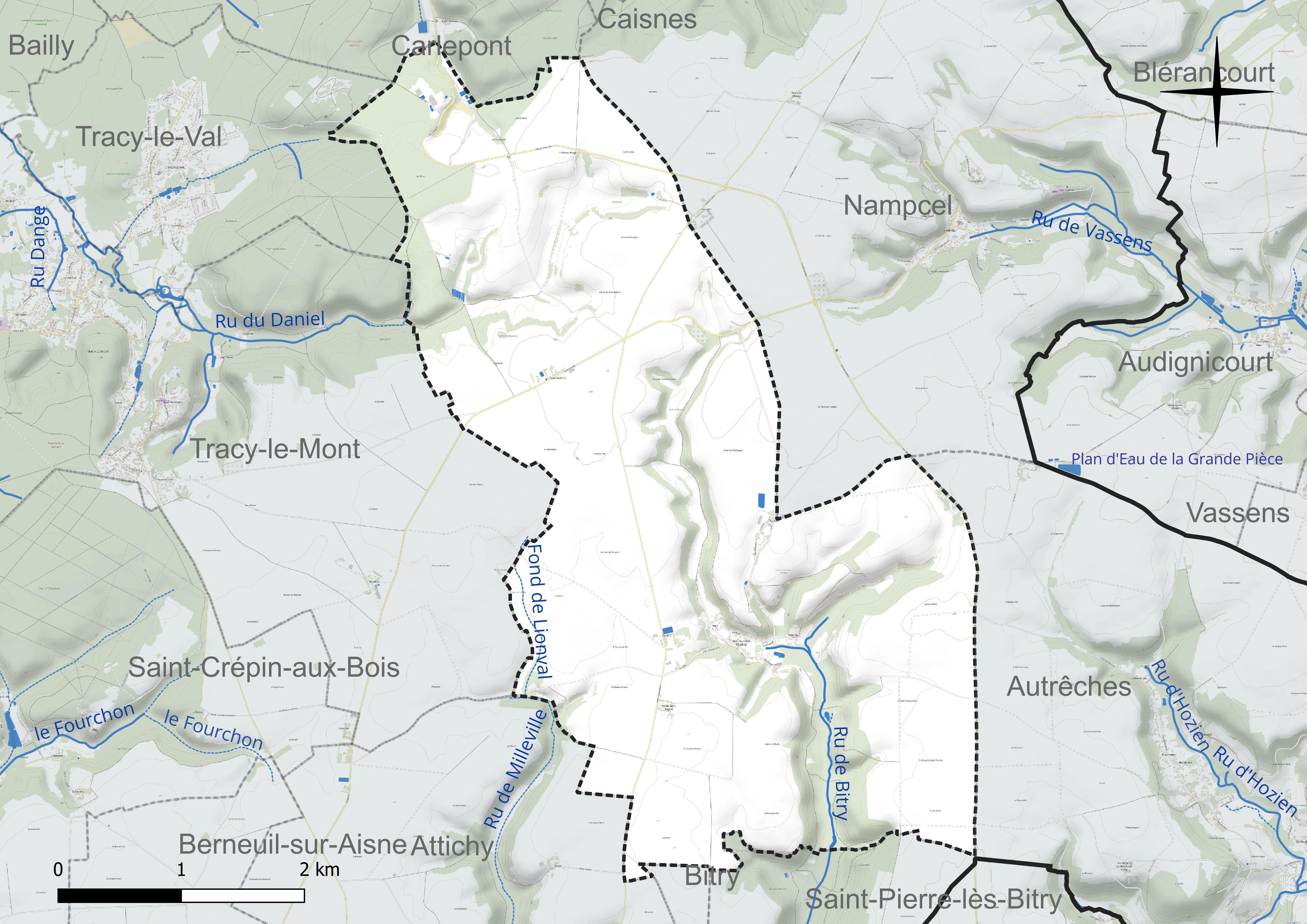
Réseau hydrographique de Moulin-sous-Touvent.

#### Gestion et qualité des eaux
Le territoire communal est couvert par le schéma d'aménagement et de gestion des eaux (SAGE) « Sensée ». Ce document de planification concerne un territoire de 1 013 km2 de superficie, délimité par le bassin versant de l'Oise moyenne. Le périmètre a été arrêté le 24 avril 2017 et le SAGE est, en 2024, encore en élaboration. La structure porteuse de l'élaboration et de la mise en œuvre est le syndicat mixte du SAGE Oise-Moyenne (SMOM). 
La qualité des cours d'eau peut être consultée sur un site dédié géré par les agences de l'eau et l'Agence française pour la biodiversité. 

### Climat
Pour des articles plus généraux, voir Climat des Hauts-de-France et Climat de l'Oise.
En 2010, le climat de la commune est de type climat océanique dégradé des plaines du Centre et du Nord, selon une étude du CNRS s'appuyant sur une série de données couvrant la période 1971-2000. En 2020, Météo-France publie une typologie des climats de la France métropolitaine dans laquelle la commune est dans une zone de transition entre le climat océanique et le climat océanique altéré et est dans la région climatique  Nord-est du bassin Parisien, caractérisée par un ensoleillement médiocre, une pluviométrie moyenne régulièrement répartie au cours de l'année et un hiver froid (3 °C). 
Pour la période 1971-2000, la température annuelle moyenne est de 10,4 °C, avec une amplitude thermique annuelle de 15 °C. Le cumul annuel moyen de précipitations est de 727 mm, avec 11,5 jours de précipitations en janvier et 8,7 jours en juillet. Pour la période 1991-2020, la température moyenne annuelle observée sur la station météorologique la plus proche, située sur la commune de Margny-lès-Compiègne à 18 km à vol d'oiseau, est de 11,2 °C et le cumul annuel moyen de précipitations est de 633,5 mm,. Pour l'avenir, les paramètres climatiques de la commune estimés pour 2050 selon différents scénarios d'émission de gaz à effet de serre sont consultables sur un site dédié publié par Météo-France en novembre 2022.

## Urbanisme

### Typologie
Au 1er janvier 2024, Moulin-sous-Touvent est catégorisée commune rurale à habitat dispersé, selon la nouvelle grille communale de densité à sept niveaux définie par l'Insee en 2022.
Elle est située hors unité urbaine. Par ailleurs la commune fait partie de l'aire d'attraction de Compiègne, dont elle est une commune de la couronne,. Cette aire, qui regroupe 101 communes, est catégorisée dans les aires de 50 000 à moins de 200 000 habitants,.

### Occupation des sols
L'occupation des sols de la commune, telle qu'elle ressort de la base de données européenne d'occupation biophysique des sols Corine Land Cover (CLC), est marquée par l'importance des territoires agricoles (81,2 % en 2018), en augmentation par rapport à 1990 (80,2 %). La répartition détaillée en 2018 est la suivante : 
terres arables (81,1 %), forêts (17,4 %), zones urbanisées (1,4 %), prairies (0,1 %). L'évolution de l'occupation des sols de la commune et de ses infrastructures peut être observée sur les différentes représentations cartographiques du territoire : la carte de Cassini (XVIIIe siècle), la carte d'état-major (1820-1866) et les cartes ou photos aériennes de l'IGN pour la période actuelle (1950 à aujourd'hui).

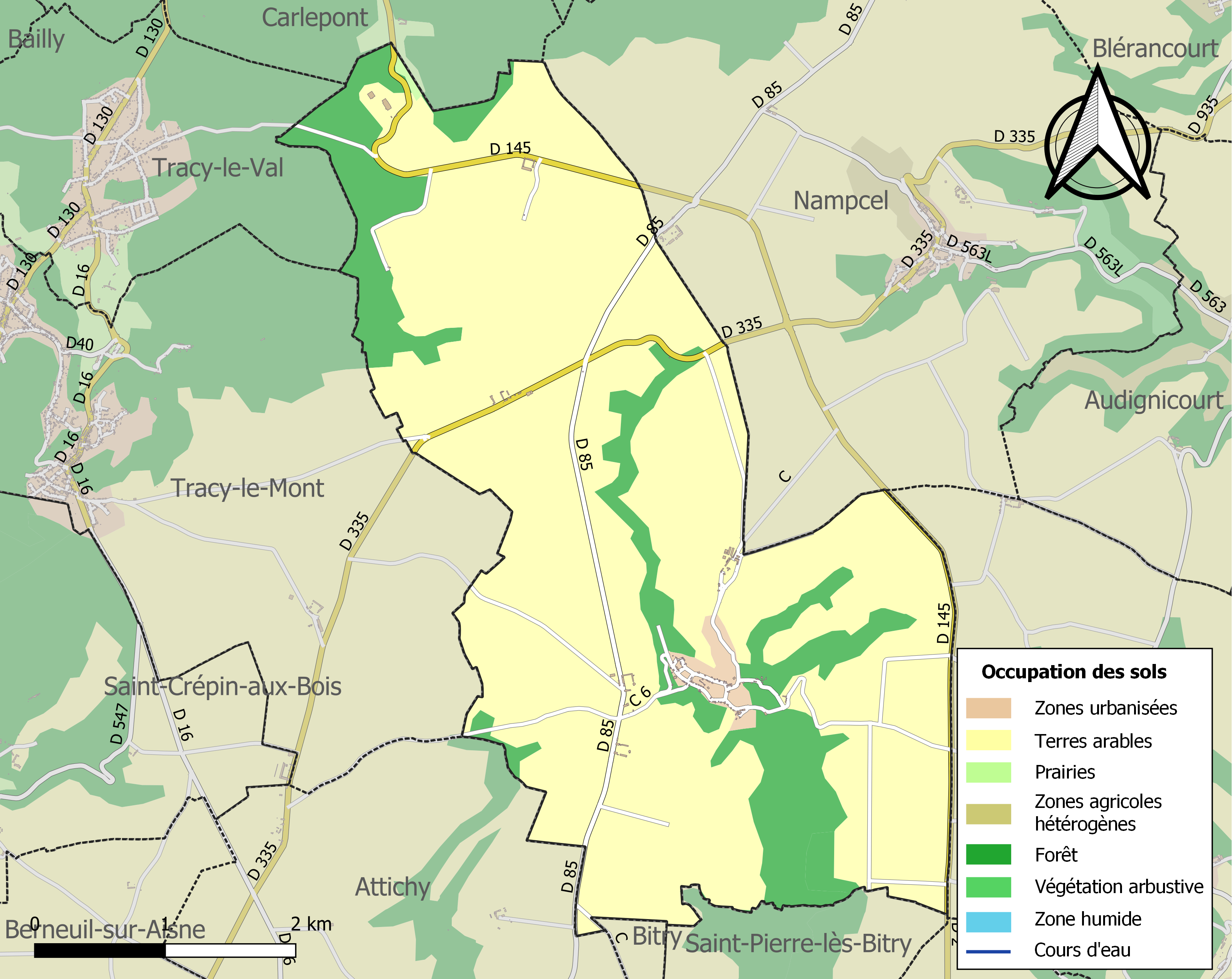
Carte des infrastructures et de l'occupation des sols de la commune en 2018 (CLC).

### Voies de communication et transports
La commune est desservie, en 2023, par les lignes 653 et 6302 du réseau interurbain de l'Oise.

## Toponymie
Le nom de la localité est attesté sous les formes in villa Curcium et Molendinorum (1166) ; Molinum subtus villare de Tovento (vers 1170) ; Molins (1225) ; villa de molins (1235) ; de Molendinis (1239) ; in villa de molendinis (1271) ; in dicta villa de Molins et de Touzvens (1304) ; Molendina (1308) ; Moulin (1362) ; Moslins sous Touvent (1540) ; Moulin sous Tout vent (1764) ; Moulin-sous-Touvent (1840).

Au XIXe siècle, Le Moulin était une dépendance située au sud-est, vers Saint-Pierre-lès-Bitry, et Touvent était une ferme sur là colline qui domine le village.

## Histoire

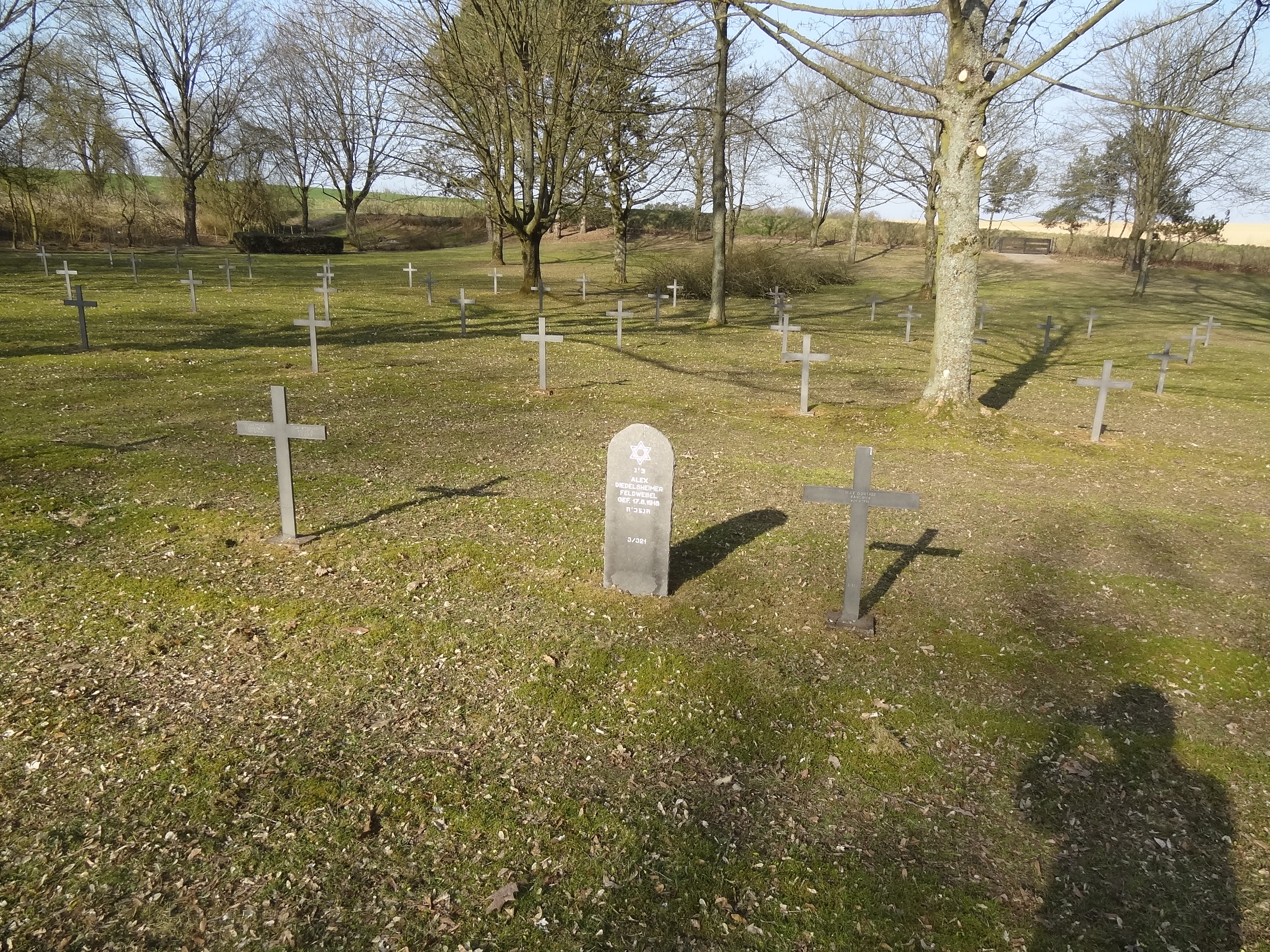
Cimetière allemand

À la ferme de Quennevières, au lieu-dit les Longues-Voies, on a recueilli des médailles de bronze, et, sur la voie romaine reliant Soissons à Noyon, ont été découvertes  des monnaies, des poteries et des tuiles à rebords. Vers la vallée de l'Aigle, au lieu-dit les Tourbes, on a mis à découvert une grande quantité de sarcophages. En 1862, au lieu-dit le Champ-Havet, on a découvert des murs d'enceinte entourés de fossés profonds, des monnaies et des objets antiques,.
« La ferme de Puiseux appartenait à l'Abbaye d'Ourscamp; elle se composait de granges et de terres dont les papes Innocent II et Urbain IV avaient par des bulles confirmé l'entière possession aux religieux. Cependant, Enguerrand de Coucy s'étant emparé de la ferme de Puiseux, l'Abbé s'adressa au roi Saint-Louis, qui ordonna au sire de Coucy de restituer les terres ; en cas de refus, le roi autorisait l'abbé Dreux, à s'emparer des biens d'Enguerrand (1230). Le sire de Coucy rendit les terres aux religieux et confirma (1261) la vente que Renaud, châtelain de Coucy, avait faite à l'Abbaye du terrage de Puiseux, et la donation d'une rente de quatre  livres que Simon, son homme, aumônait à l'Abbaye ».
Les Templiers avaient au hameau de Touvent, à l'emplacement de là ferme, un établissement dont il ne restait plus de vestiges à la fin  du XIXe siècle.
Sous l'Ancien Régime, l'Abbaye Saint-Médard de Soissons avait la seigneurie du village. Le chapitre de la cathédrale nommait le curé de l'église placée sous la dédicace de saint-Médard.
Avant la Première Guerre mondiale existait la distillerie Danré (ferme de Puisalène) et/ou la distillerie Labarre, créée, semble-t-il, en 1856. On comptait alors une carrière et un moulin à eau.
Circonscriptions d'Ancien Régime
La paroisse dépendait du diocèse de Soissons. Elle relevait du doyenné de Vic-sur-Aisne, dans l'archidiaconé de la Rivière.
Pour l'administration civile, elle dépendait de la subdélégation, élection et Généralité de Soissons.
Première Guerre mondiale
La commune, située sur la ligne de front dès 1914, a été occupée selon l'époque par l'armée allemande et libérée par les Alliés.
Les carrières de Moulin-sous-Touvent, exploitées depuis le Moyen Âge, sont occupées en 1914 par les combattants allemands,  qui  aménagent  des  dortoirs, des  postes de commandement ou de secours, agrandissant le réseau souterrain en creusant sur plusieurs centaines de mètres de nouvelles galeries,,.
La bataille de Quennevières visant à enlever le saillant de Quennevières se déroule du 6 au 16 juin 1915 sur le territoire de la commune, secteur tenu par la 61e division d'infanterie du général Robert Nivelle. Elle se solde par plus de 10 000 victimes en dix jours, et est l'une des plus meurtrières  dans l'Oise en 14-18,.
On trouve un récit des durs combats autour du village, dans le « journal de guerre 14-18 » rédigé par le soldat Paul Fauveau et édité par son descendant Vincent Spriet.
Le village est considéré comme détruit à la fin de la guerre,,,,,, et a  été décoré de la Croix de guerre 1914-1918, le 15 février 1921.
La commune conserve encore aujourd'hui des traces de cette guerre, abritant un cimetière militaire allemand et la butte des Zouaves, une butte  où périrent dans l'explosion d'une mine souterraine une compagnie de zouaves et aujourd'hui inscrit aux Monuments historiques.

## Politique et administration

### Rattachements administratifs et électoraux
La commune se trouve  dans l'arrondissement de Compiègne du département de l'Oise. Pour l'élection des députés, elle fait partie depuis 1988 de la cinquième circonscription de l'Oise.
Elle faisait partie depuis 1793 du canton d'Attichy. Dans le cadre du redécoupage cantonal de 2014 en France, la commune a intégré le canton de Compiègne-1.

### Intercommunalité
La commune est membre de la communauté de communes des lisières de l'Oise, créée en 2000 sous le nom de communauté de communes du canton d'Attichy, et qui a pris son nom actuel en 2015.
Cette intercommunalité résulte de la transformation du district du canton d'Attichy créée le 8 septembre 1994, qui avait succédé au SIVOM créé le 13 octobre 1964 et qui regroupait déjà les communes de l'ancien canton d'Attichy.

### Liste des maires
| Période                                  | Période                   | Identité               | Étiquette | Qualité                                                               |
| ---------------------------------------- | ------------------------- | ---------------------- | --------- | --------------------------------------------------------------------- |
| Les données manquantes sont à compléter. |                           |                        |           |                                                                       |
|                                          | 1943                      | Paul Danré (1875-1961) |           | Cultivateur à Rozières-sur-Crise Révoqué par le Gouvernement de Vichy |
| Les données manquantes sont à compléter. |                           |                        |           |                                                                       |
| mars 2001                                | mars 2008                 | Yves Leroux            |           |                                                                       |
| mars 2008                                |                           | Fabrice Daranjo        |           | Démissionnaire                                                        |
| juillet 2019                             | En cours (au 27 mai 2020) | Anne Brocvielle        |           | cheffe d'entreprise Réélue pur le mandat 2020-2026,                   |

## Population et société

### Démographie

#### Évolution démographique
L'évolution du nombre d'habitants est connue à travers les recensements de la population effectués dans la commune depuis 1793. Pour les communes de moins de 10 000 habitants, une enquête de recensement portant sur toute la population est réalisée tous les cinq ans, les populations de référence des années intermédiaires étant quant à elles estimées par interpolation ou extrapolation. Pour la commune, le premier recensement exhaustif entrant dans le cadre du nouveau dispositif a été réalisé en 2004.

En 2022, la commune comptait 189 habitants, en évolution de −14,86 % par rapport à 2016 (Oise : +0,87 %, France hors Mayotte : +2,11 %).
| 1793 | 1800 | 1806 | 1821 | 1831 | 1836 | 1841 | 1846 | 1851 |
| ---- | ---- | ---- | ---- | ---- | ---- | ---- | ---- | ---- |
| 277  | 275  | 294  | 251  | 312  | 336  | 352  | 354  | 355  |

| 1856 | 1861 | 1866 | 1872 | 1876 | 1881 | 1886 | 1891 | 1896 |
| ---- | ---- | ---- | ---- | ---- | ---- | ---- | ---- | ---- |
| 360  | 378  | 382  | 357  | 345  | 348  | 369  | 358  | 376  |

| 1901 | 1906 | 1911 | 1921 | 1926 | 1931 | 1936 | 1946 | 1954 |
| ---- | ---- | ---- | ---- | ---- | ---- | ---- | ---- | ---- |
| 389  | 389  | 360  | 163  | 201  | 218  | 268  | 273  | 272  |

| 1962 | 1968 | 1975 | 1982 | 1990 | 1999 | 2004 | 2006 | 2009 |
| ---- | ---- | ---- | ---- | ---- | ---- | ---- | ---- | ---- |
| 237  | 186  | 189  | 126  | 159  | 169  | 194  | 191  | 226  |

| 2014 | 2019 | 2022 | - | - | - | - | - | - |
| ---- | ---- | ---- | - | - | - | - | - | - |
| 221  | 196  | 189  | - | - | - | - | - | - |

#### Pyramide des âges
La population de la commune est relativement jeune.
En 2018, le taux de personnes d'un âge inférieur à 30 ans s'élève à 42,8 %, soit au-dessus de la moyenne départementale (37,3 %). À l'inverse, le taux de personnes d'âge supérieur à 60 ans est de 14,3 % la même année, alors qu'il est de 22,8 % au niveau départemental.
En 2018, la commune comptait 108 hommes pour 97 femmes, soit un taux de 52,68 % d'hommes, largement supérieur au taux départemental (48,89 %).
Les pyramides des âges de la commune et du département s'établissent comme suit.
| Hommes | Classe d’âge | Femmes |
| ------ | ------------ | ------ |
| 0,0    | 90 ou +      | 0,0    |
| 2,9    | 75-89 ans    | 5,4    |
| 11,7   | 60-74 ans    | 8,6    |
| 26,2   | 45-59 ans    | 24,7   |
| 14,6   | 30-44 ans    | 20,4   |
| 24,3   | 15-29 ans    | 18,3   |
| 20,4   | 0-14 ans     | 22,6   |

| Hommes | Classe d’âge | Femmes |
| ------ | ------------ | ------ |
| 0,5    | 90 ou +      | 1,4    |
| 5,5    | 75-89 ans    | 7,6    |
| 15,6   | 60-74 ans    | 16,3   |
| 20,8   | 45-59 ans    | 20     |
| 19,4   | 30-44 ans    | 19,4   |
| 17,6   | 15-29 ans    | 16,2   |
| 20,6   | 0-14 ans     | 19,1   |

## Culture locale et patrimoine

### Lieux et monuments
- Haut lieu de la Première Guerre mondiale, la commune a sur ses terres un site sacré nommé la butte des Zouaves[49], située à 1,5 km, à vol d'oiseau, au nord de la ferme de Quennevières, en empruntant un chemin praticable au carrefour des départementales 85 et 335. Cette butte rend hommage à des soldats ensevelis vivants au cours d'un bombardement. Elle se compose d'un tertre, sous lequel reposent les zouaves qui avaient participé activement aux combats de la ferme, surmonté d'une croix[50],[51], haut lieu de mémoire, le site a été inscrit à l'inventaire supplémentaire des Monuments historiques depuis 2002.
- Statue du général Louis Juchault de Lamoricière, qui, alors capitaine, se voit chargé en 1831 d'organiser le corps des Zouaves, prémisse de ce qui deviendra l'Armée d'Afrique. La statue a été inaugurée en 2019[52].

- C'est cet endroit (N 49° 29' 20" / E 3° 02' 56") qu'a choisi l'Union nationale des zouaves pour y ériger le monument national en l'honneur de tous les zouaves[53],[54]. L'inauguration de ce monument national eut lieu le 29 septembre 2013.

- Le cimetière militaire allemand de Moulin-sous-Touvent[55],[56],[57] de la guerre 1914-1918 est situé sur la commune. Il contient 1903 sépultures.

Cimetière militaire allemand de Moulin-sous-Touvent
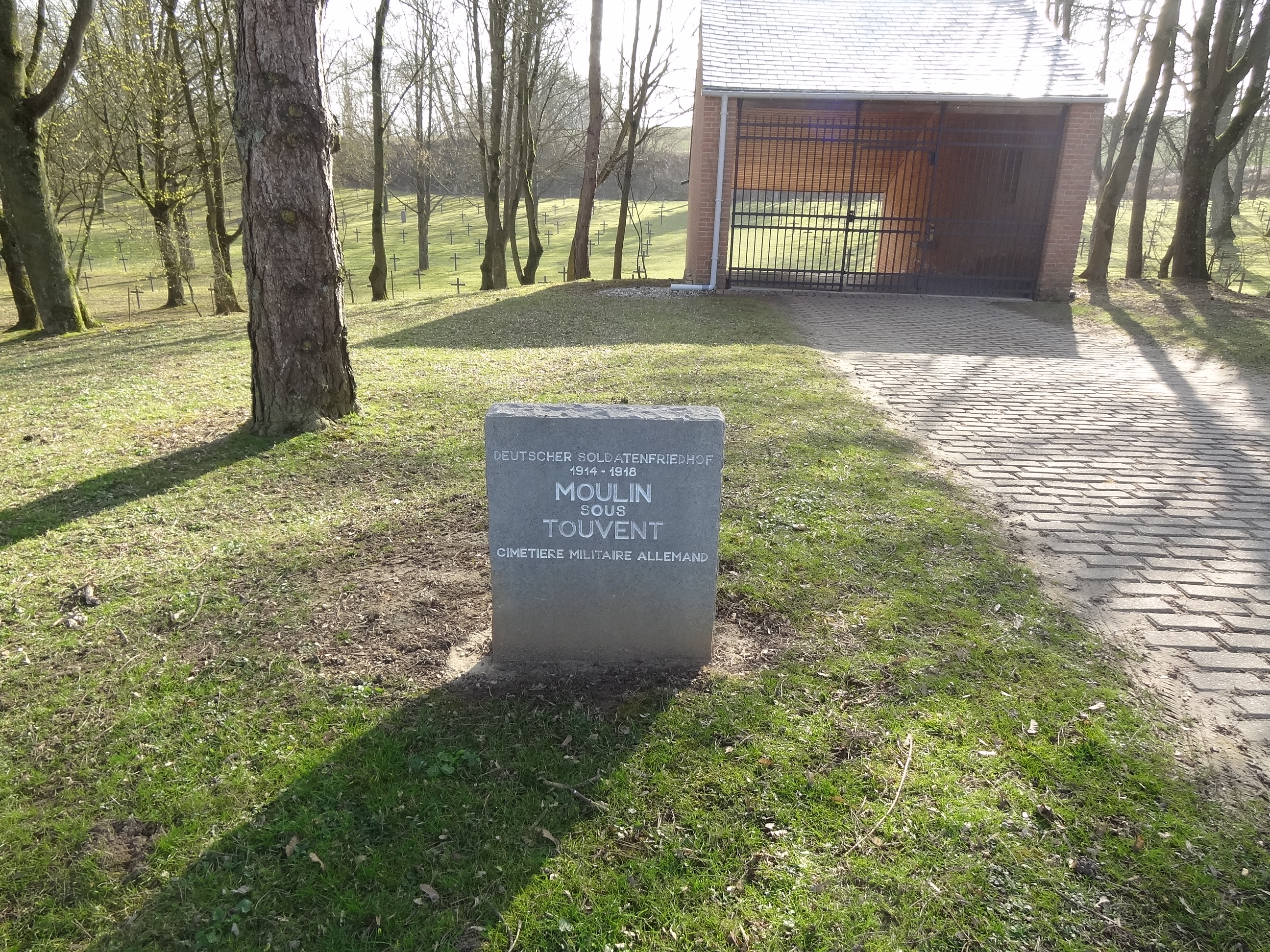
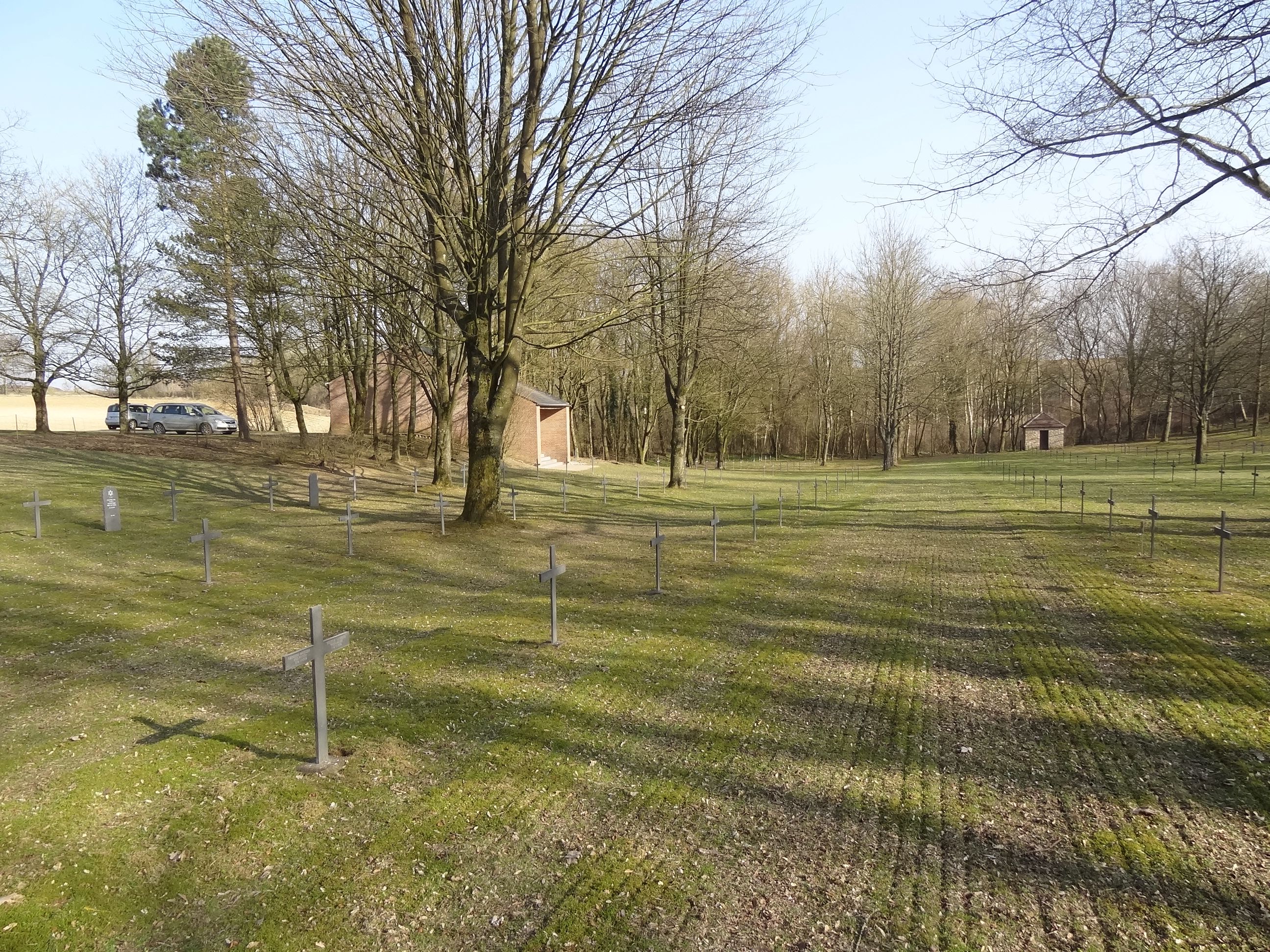

- Moulin-sous-Touvent abrite aussi la tombe et le monument du général Louis Collardet, commandant ici en 1914-1915 le 318e régiment d'infanterie[58].
- Borne sculptée datant des années 1920, sur la RD 145 à hauteur du village. Elle commémore l'avance extrême des troupes allemandes en 1918[19].
- L'église Saint-Médard, restaurée après sa quasi-destruction pendant la Première Guerre mondiale, dont le portail occidental, au riche décor finement exécuté, est une parfaite illustration du style renaissance[59],[60].

- Larris (pelouse calcaire) de l'Aigle et du Puiseux, refuges de biodiversité[61]

### Personnalités liées à la commune
- Jean-Pierre Ferté (1736-1807), homme politique né à Quennevières, près de Moulin-sous-Touvent, député du tiers-état aux États généraux de 1789 puis député à l'Assemblée constituante.
- Thérèse Danré, qui a donné son nom à la place de l'église en 2015. Thérèse Danré, exploitante de la ferme de Puiseux située sous le feu de l'ennemi lors de la Première Guerre mondiale, tente de maintenir la bâtisse debout et de protéger ses quatre enfants. Elle secourt les soldats blessés, Allemands comme Français[62].
- Léon Durville, Arthur Lefebvre, Émile Michaud, Corentin Cariou, Baptiste Réchossière et Pierre Rigaud, résistants communistes incarcérés au camp de Royallieu à Compiègne, fusillés par l'armée allemande à la Butte aux Zouaves, les 21 février et 7 mars 1942, lors de la Seconde Guerre mondiale[63].